# Možné je všechno!
Možné je všechno! (#MJV) je česká zábavná a improvizační show, kterou od 31. srpna 2024 vysílá TV Nova. Pořad představuje české herce, komiky a další osobnosti, které se zapojují do různých her a výzev, v nichž musejí prokázat své improvizační schopnosti a čelit situacím mimo svou komfortní zónu.
První řada byla doplněna silvestrovským speciálem, zařazeným do programu TV Nova na 31. prosinec 2024 .

## Řady
| Řada | Řada     | Díly     | Premiéra          | Premiéra          |
| Řada | Řada     | Díly     | První díl         | Poslední díl      |
| ---- | -------- | -------- | ----------------- | ----------------- |
|      | 1        | 10       | 31. srpna 2024    | 2. listopadu 2024 |
|      | Silvestr | Silvestr | 31. prosince 2024 | 31. prosince 2024 |
|      | 2        | 10       | 4. října 2025     | 6. prosince 2025  |

## Hosté

### První řada
| Hosté                 | Epizoda | Epizoda | Epizoda | Epizoda | Epizoda | Epizoda | Epizoda | Epizoda | Epizoda | Epizoda | Epizoda  |
| Hosté                 | 1.      | 2.      | 3.      | 4.      | 5.      | 6.      | 7.      | 8.      | 9.      | 10.     | Silvestr |
| --------------------- | ------- | ------- | ------- | ------- | ------- | ------- | ------- | ------- | ------- | ------- | -------- |
| Ondřej Sokol          |         |         |         |         |         |         |         |         |         |         |          |
| Jakub Štáfek          |         |         |         |         |         |         |         |         |         |         |          |
| Eva Burešová          |         |         |         |         |         |         |         |         |         |         |          |
| Petra Nesvačilová     |         |         |         |         |         |         |         |         |         |         |          |
| Jiří Mádl             |         |         |         |         |         |         |         |         |         |         |          |
| Martin Pechlát        |         |         |         |         |         |         |         |         |         |         |          |
| Martin Dejdar         |         |         |         |         |         |         |         |         |         |         |          |
| Marek Němec           |         |         |         |         |         |         |         |         |         |         |          |
| Erika Stárková        |         |         |         |         |         |         |         |         |         |         |          |
| Hana Vagnerová        |         |         |         |         |         |         |         |         |         |         |          |
| Dano Dangl            |         |         |         |         |         |         |         |         |         |         |          |
| Patricie Pagáčová     |         |         |         |         |         |         |         |         |         |         |          |
| Jitka Čvančarová      |         |         |         |         |         |         |         |         |         |         |          |
| Štěpánka Fingerhutová |         |         |         |         |         |         |         |         |         |         |          |
| Richard Genzer        |         |         |         |         |         |         |         |         |         |         |          |
| Marek Taclík          |         |         |         |         |         |         |         |         |         |         |          |
| Lucie Borhyová        |         |         |         |         |         |         |         |         |         |         |          |
| Ester Geislerová      |         |         |         |         |         |         |         |         |         |         |          |
| Vica Kerekes          |         |         |         |         |         |         |         |         |         |         |          |
| Jakub Kohák           |         |         |         |         |         |         |         |         |         |         |          |
| Berenika Kohoutová    |         |         |         |         |         |         |         |         |         |         |          |
| Iva Kubelková         |         |         |         |         |         |         |         |         |         |         |          |
| Marek Lambora         |         |         |         |         |         |         |         |         |         |         |          |
| Tomáš Měcháček        |         |         |         |         |         |         |         |         |         |         |          |
| Iva Pazderková        |         |         |         |         |         |         |         |         |         |         |          |
| Hosté                 | 1.      | 2.      | 3.      | 4.      | 5.      | 6.      | 7.      | 8.      | 9.      | 10.     | Silvestr |
| Hosté                 | Epizoda |         |         |         |         |         |         |         |         |         |          |

## Seznam dílů

### První řada (2024)
| Č. v pořadu | Č. v řadě | Název      | Režie        | Scénář    | Premiéra          | Sledovanost 15+ (podíl) |
| ----------- | --------- | ---------- | ------------ | --------- | ----------------- | ----------------------- |
| 1           | 1         | Epizoda 1  | Pepe Majeský | Jan Liška | 31. srpna 2024    | 391 000 (15,3 %)        |
| 2           | 2         | Epizoda 2  | Pepe Majeský | Jan Liška | 7. září 2024      | 432 000 (16,8 %)        |
| 3           | 3         | Epizoda 3  | Pepe Majeský | Jan Liška | 14. září 2024     | 441 000 (13,7 %)        |
| 4           | 4         | Epizoda 4  | Pepe Majeský | Jan Liška | 21. září 2024     | 390 000 (13,4 %)        |
| 5           | 5         | Epizoda 5  | Pepe Majeský | Jan Liška | 28. září 2024     | 487 000 (15,5 %)        |
| 6           | 6         | Epizoda 6  | Pepe Majeský | Jan Liška | 5. října 2024     | 485 000 (15,7 %)        |
| 7           | 7         | Epizoda 7  | Pepe Majeský | Jan Liška | 12. října 2024    | 302 000 (8,48 %)        |
| 8           | 8         | Epizoda 8  | Pepe Majeský | Jan Liška | 19. října 2024    | 327 000 (9,28 %)        |
| 9           | 9         | Epizoda 9  | Pepe Majeský | Jan Liška | 26. října 2024    | 250 000 (7,55 %)        |
| 10          | 10        | Epizoda 10 | Pepe Majeský | Jan Liška | 2. listopadu 2024 | 267 000 (7,83 %)        |

### Silvestrovský speciál (2024)
| Č. v pořadu | Č. v řadě | Název    | Režie        | Scénář    | Premiéra          | Sledovanost 15+ (podíl) |
| ----------- | --------- | -------- | ------------ | --------- | ----------------- | ----------------------- |
| 11          | 1         | Silvestr | Pepe Majeský | Jan Liška | 31. prosince 2024 | 715 000 (21,3 %)        |

### Druhá řada (2025)
| Č. v pořadu | Č. v řadě | Název         | Režie        | Scénář    | Premiéra           | Sledovanost 15+ (podíl) |
| ----------- | --------- | ------------- | ------------ | --------- | ------------------ | ----------------------- |
| 12          | 1         | bude oznámeno | Pepe Majeský | Jan Liška | 4. října 2025      | bude oznámeno           |
| 13          | 2         | bude oznámeno | Pepe Majeský | Jan Liška | 11. října 2025     | bude oznámeno           |
| 14          | 3         | bude oznámeno | Pepe Majeský | Jan Liška | 18. října 2025     | bude oznámeno           |
| 15          | 4         | bude oznámeno | Pepe Majeský | Jan Liška | 25. října 2025     | bude oznámeno           |
| 16          | 5         | bude oznámeno | Pepe Majeský | Jan Liška | 1. listopadu 2025  | bude oznámeno           |
| 17          | 6         | bude oznámeno | Pepe Majeský | Jan Liška | 8. listopadu 2025  | bude oznámeno           |
| 18          | 7         | bude oznámeno | Pepe Majeský | Jan Liška | 15. listopadu 2025 | bude oznámeno           |
| 19          | 8         | bude oznámeno | Pepe Majeský | Jan Liška | 22. listopadu 2025 | bude oznámeno           |
| 20          | 9         | bude oznámeno | Pepe Majeský | Jan Liška | 29. listopadu 2025 | bude oznámeno           |
| 21          | 10        | bude oznámeno | Pepe Majeský | Jan Liška | 6. prosince 2025   | bude oznámeno           |

## Hry
- Bez cenzury
- Bez textu
- Bláznivá kapela
- Bleskovka
- Co je na obrázku?
- Judo kvíz
- Kdo jsem? Co jsem?
- Lehni si a hraj!
- Mistři zvuku
- Na plná ústa
- Od A po ZET
- Otázky
- Otřesná zábava
- Pantomima ve vzduchu
- Picasso v poklusu
- Popletené zprávy
- Poskládejte se!
- Poslední slovo
- Potmě
- Roztoč to!
- Serenáda
- Stínohra
- Stokrát jinak
- Šikmá plocha
- Taxi
- Terapie smíchem
- Ukaž to dál
- Uleť!
- Vteřina
- Vzhůru nohama
- Začni od konce!

## Zajímavosti
- Jednotlivé díly bude možné zhlédnout s týdenním předstihem na Oneplay.
- V celé první sérii se včetně Pavla Zedníčka objevilo 26 osobností, mezi nimiž byli např. bavič Ondřej Sokol, herec Jakub Štáfek, zpěvačka Eva Burešová, herečka Petra Nesvačilová, režisér Jiří Mádl a další.
- V S01E02 (druhý díl první řady) ve hře „Popletené zprávy“, kde se měl Martin Dejdar chovat jako kreslená postavička, ztvárnil Barta Simpsona ze seriálu Simpsonovi, kterého v českém znění dabuje.
- V druhé sérii se představí nové osobnosti, výzvy i moderátor (Aleš Háma).